# Dyckia schwackeana
Dyckia schwackeana är en gräsväxtart som beskrevs av Carl Christian Mez. Dyckia schwackeana ingår i släktet Dyckia och familjen Bromeliaceae. Inga underarter finns listade i Catalogue of Life.